# ياغيو شينغان ريو

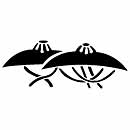

ياغيو شينغان ريو (باليابانية: 柳生心眼流) هي مدرسة تقليدية من مدارس فنون القتال اليابانية. تتفرع مدرس ياغيو شينغان ريو إلى عدة مدارس حسب المؤسس وأشهرهم المؤسسين تاكه-ناغا هاياتو (竹永 隼人)، وأراكي ماتايه-مون (荒木 又右衛門) والذين عاشا في القرن السابع عشر في أوائل فترة إيدو.
تعود أصول كلمة «شينغان» (心眼) إلى فلسفة الزن وتعني «عين الروح» وتعبر عن القدرة على الإحساس بنوايا الخصم من خلال الإحساس الداخلي، وقد اختيرت هذه الكلمة لتعبر عن المبدأ الأساسي لهذه المدرسة.
مدرسة ياغيو شينغان ريو هي مدرسة قتالية متكاملة لفنون الحرب المختلفة التي تشمل العديد من الأسلحة بالإضافة إلى القتال غير المسلح.
تلقى موريهيه أويشيبا مؤسس مدرسة الأيكيدو تدريبات ياغيو شينغان ريو في شبابه في مدينة ساكاي في أوساكا.

## وصلات خارجية
- الموقع الرسمي لمدرسة ياغيو شينغان ريو بالإنجليزية